# Planetă de heliu
O planetă de heliu este un tip teoretic de planetă care se poate forma prin pierderea de masă a unei stele de tipul pitică albă cu masă mică. Planete gigante de gaz obișnuite, cum ar fi Jupiter și Saturn sunt formate în principal din hidrogen, heliul fiind doar o componentă secundară. Dar o planetă de heliu s-ar putea forma într-un mediu în care tot hidrogenul a fost transformat în heliu sau alte elemente mai grele prin ardere nucleară.